# Charles-Étienne Gudin de La Sablonnière
Charles-Étienne César Gudin de La Sablonnière (Montargis, 13 febbraio 1768 – Smolensk, 22 agosto 1812) è stato un generale francese nel corso delle guerre rivoluzionarie francesi e delle guerre napoleoniche.

## Inizio della carriera e guerre rivoluzionarie
Aristocratico per nascita, Gudin fu ammesso alla scuola militare di Brienne e nel 1782 entrò a far parte della guardia del re. Da tenente si imbarcò per Santo Domingo nel 1791 e vi passò un anno, prima di fare ritorno in Francia nel luglio del 1792. Gli furono assegnati vari incarichi da generale negli eserciti del Nord e del Reno-e-Mosella. Divenne generale di brigata all'inizio del 1799 e gli fu assegnato un comando durante la campagna di Svizzera. L'anno successivo prese parte alle battaglie di Stein, Stockach, Mösskirch, Memmingen, Hocstädt e Neuburg. Promosso generale di divisione per il valore mostrato sul campo di battaglia, l'11 luglio 1800 conquistò Füssen.

## Guerre napoleoniche
Al generale Gudin de La Sablonière fu assegnato il comando della 3ª divisione della Grande Armata e combatté le guerre della terza e quarta coalizione tra il 1805 ed il 1807. La sua 3ª divisione del III Corpo fu la prima grande formazione a combattere la battaglia di Auerstädt, e sostenne il peso principale dei combattimenti. Ebbe il 40% di morti e feriti, uno dei quali fu lo stesso Gudin che fu gravemente ferito. Partecipò all'attacco a Custrin, ed ebbe un ruolo importante nelle battaglie di Pułtusk e Eylau. Divenuto conte del Primo Impero francese nel 1808, fu nominato governatore del castello di Fontainebleau l'anno seguente. Prese parte a numerose battaglie durante la guerra della quinta coalizione: Thann, Landshut, Eckmühl, Ratisbona. Fu ferito nella grande battaglia di Wagram. Nel 1812 fu messo a capo di una divisione della seconda Grande Armata. Colpito nel corso della battaglia di Valutino, al generale Gudin venne segato l'arto che era stato frantumato da una palla di cannone nemica. Malgrado l'intervento morì tre giorni dopo per effetto della gangrena a 44 anni.
Il giorno dopo la sua morte Napoleone scrisse di lui, «Era uno tra gli ufficiali più illustri dell'Armata, stimato tanto per le qualità morali quanto per il coraggio e per l'audacia». Il generale Gudin fu il prediletto dell'imperatore tanto che ne compianse la morte tra le sue braccia.
Nel 1812 venne estratto dal corpo il cuore del generale che fu riportato a Parigi per ordine dell'imperatore, e che dal 1822 è custodito nel cimitero di Pere-Lachaise. 
Altri riconoscimenti alle sue imprese sono il suo nome inciso sul Arco di Trionfo e un busto a lui dedicato nella galleria delle battaglie del castello di Versailles.

## Famiglia
Gudin sposò Jeanne Caroline Christine Creutzer, sorella del generale di brigata Charles Auguste Creutzer (1780 – 1832).

## Ritrovamenti
- Nel 1822 venne estratto dai resti del corpo il cuore del generale che fu riportato a Parigi per ordine dell'imperatore deceduto.[3]
- Il 7 novembre 2019 vengono ritrovati a Smolensk i resti del generale identificati con il test del DNA.[5] Il 13 luglio 2021 sono stati riportati in Francia.[6]

## Riconoscimenti
- Il suo nome è inciso al pilastro Est, 15ª colonna sotto l'Arco di Trionfo di Parigi.[1][7]
- Un busto a lui dedicato è esposto nella galleria delle battaglie del castello di Versailles.[3]